# 24549 Jaredgoodman
24549 Jaredgoodman è un asteroide della fascia principale. Scoperto nel 2001, presenta un'orbita caratterizzata da un semiasse maggiore pari a 3,1292254 UA e da un'eccentricità di 0,1107299, inclinata di 7,89484° rispetto all'eclittica.